# Бологовские
Бологовские — старинный русский дворянский род.
Восходит к началу XVI века и происходит от сыновей Ивана Андреевича Бологовского — Симона и Андрея, живших в конце XVI и начале XVII веков. Потомки их записаны в VI часть родословных книг Владимирской и Нижегородской губерний.
Ветвь этого же рода Бологовских, ведущая начало от Никиты Абрамовича Бологовского, вёрстанного поместьем в 1669 г., и записанная в VI часть родословной книги Владимирской губернии, Герольдией Правительствующего Сената не признана за недостаточностью доказательств в древнем дворянстве.
Общего с предыдущими происхождения — ветвь дворян Бологовских, записанная в VI часть родословных книг губерний: Тверской, Нижегородской, Костромской и Тамбовской. Есть ещё целый ряд дворянских родов Бологовских более позднего происхождения.

## Известные представители
- Бологовский, Павел Михайлович — владимирский городской дворянин в 1629 году[1]
- Бологовский, Василий Алексеевич — московский дворянин в 1671—1678 гг.
- Бологовский, Артемий Никитич — стряпчий в 1693 г.[2].
- Бологовский, Василий Фёдорович (1786—1846) — контр-адмирал
- Бологовский, Дмитрий Николаевич (1780—1852) — губернатор Вологодской губернии.
- Бологовский, Яков Дмитриевич (1863 — после 1913) — действительный статский советник, губернатор Лифляндской, Енисейской и Вологодской губерний.

## Описание гербов

### Герб Бологовских 1785 г.
В Гербовнике Анисима Титовича Князева 1785 года имеется изображение печати с гербом Ивана Ивановича Бологовского: в красном поле щита, имеющего золотую кайму, изображен золотой крест. В левом нижнем углу изображена золотая же буква W (польский герб Денбно). Щит увенчан коронованным дворянским шлемом, без шейного клейнода. Нашлемник: буква W. Цветовая гамма намёта не определена.

### Герб. Часть IV. № 108
В щите, имеющем красное поле, изображен серебряный крест. Щит увенчан обыкновенным дворянским шлемом с дворянской на нём короной. Намёт на щите красный, подложенный серебром. Щитодержатели: два льва.